# United States Department of the Navy
Het United States Department of the Navy is het voorheen (1798-1949) zelfstandige Amerikaanse ministerie van Marine. Sinds 1949 valt het Department of the Navy onder het Department of Defense.
Het ministerie werd opgericht door het Amerikaanse Congres op 30 april 1798 om politieke leiding en technische en administratieve steun te geven aan de United States Navy, de Amerikaanse marine.
Onder het Department of the Navy vallen de United States Navy, de United States Marine Corps en tijdens oorlogstijd de United States Coast Guard.
Van 2001 tot 2019 waren er voorstellen om de naam van het US Department of the Navy te veranderen in Department of the Navy and Marine Corps, met brede steun vanuit het Amerikaans Congres. Deze voorstellen werden echter niet gerealiseerd door de oppositie van senator en voormalig marineofficier John McCain.
Het Department of the Navy staat onder leiding van de minister van de marine (United States Secretary of the Navy), afgekort SECNAV. De Amerikaanse minister van de marine wordt aangesteld door de Amerikaanse president op advies en met toestemming van de senaat. Hij wordt ondersteund door de onderminister van de marine, vier assistent-ministers en de algemene raad voor het Departement of the Navy, dat ook aangesteld wordt door de president met advies en toestemming van de senaat.